# سلن اوچر
لیلا سلن اوچر (انگلیسی: Leyla Selen Uçer؛ زادهٔ ۵ مهٔ ۱۹۷۵) بازیگر اهل ترکیه است که بیشتر برای بازی در فیلم آرا و نمایش باگ شناخته می‌شود.

## جایزه‌ها
- سی و نهمین جشنواره بین‌المللی فیلم استانبول: بهترین بازیگر زن (۲۰۲۰)
- پانزدهمین جوایز تئاتر عفیفه: بهترین بازیگر نقش مکمل زن در یک موزیکال/کمدی (۲۰۱۱)
- بیست و یکمین جشنواره بین‌المللی فیلم آنکارا: بهترین بازیگر نقش مکمل زن (۲۰۱۰)
- پانزدهمین جشنواره بین‌المللی فیلم آدانا: بهترین بازیگر زن (آرا -۲۰۰۸)
- بیستمین جوایز تئاتر و سینمای صدری آلیشیک: بهترین بازیگر زن تئاتر در نقش مکمل کمدی یا موزیکال (۲۰۱۵)

## گزیده فیلم‌شناسی
گزیده‌ای از فیلم‌های سینمایی یا مجموعه‌های تلویزیونی با نقش‌آفرینی سلن اوچر:
- معصومیت (۲۰۲۱)
- با مدیر برنامه‌ام تماس بگیر (۲۰۲۰)
- عفت (۲۰۱۱)
- عمارت سراب (۲۰۱۱)
- صدا (۲۰۱۰)
- رشک (۲۰۰۹)
- آرا (۲۰۰۸)
- هزار و یک شب (۲۰۰۶)
- داستان‌های استانبول (۲۰۰۵)